# Stonehaven

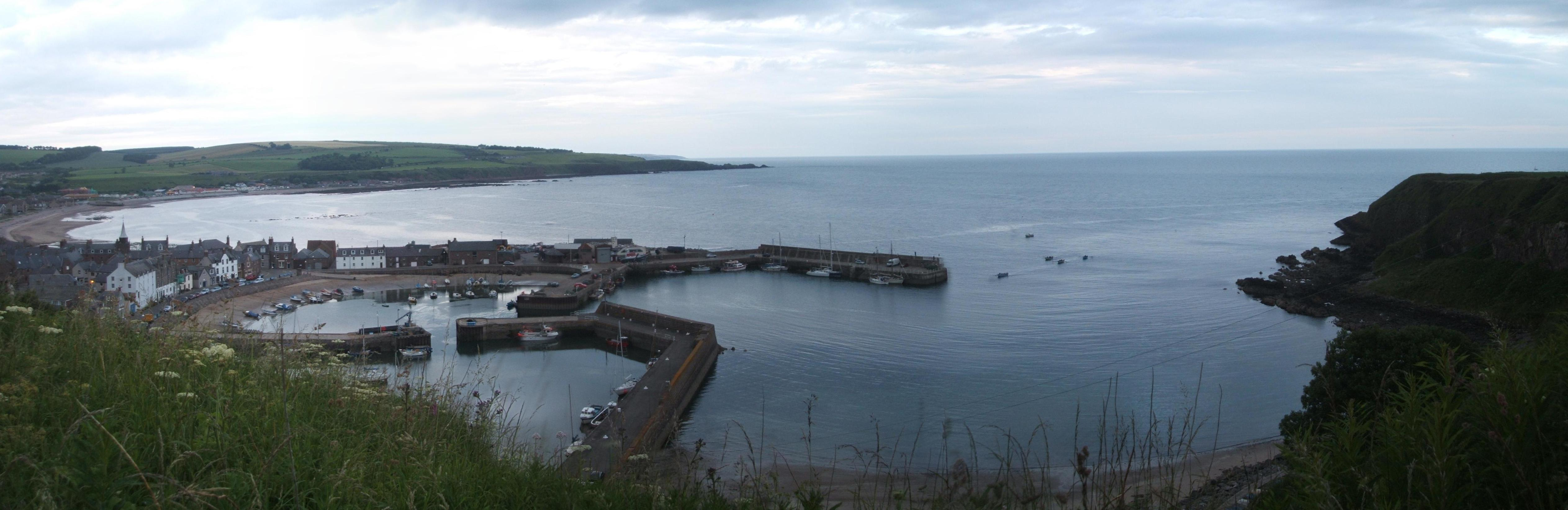
Stonehaven

Stonehaven is een plaats aan de Schotse oostkust met ongeveer 11.150 inwoners. Stonehaven behoort tot het raadsgebied van Aberdeenshire.

## Geschiedenis
De plaats is ontstaan op de plek waar al in de steentijd een nederzetting was.

## Bezienswaardigheden
- Haven met getijdewerking.
- Dunnottar Castle